# Metoda eliminacji Gaussa
Metoda eliminacji Gaussa – wspólna nazwa kilku algorytmów używanych w algebrze liniowej, wykorzystujących operacje elementarne na macierzach. Są to metody:
- obliczania rzędu macierzy;
- obliczania wartości wyznacznika;
- rozwiązywania układów równań liniowych[1];
- obliczania macierzy odwrotnej;
- wyznaczenia rozkładu LU[2].

Nazwa pochodzi od nazwiska matematyka niemieckiego Carla Friedricha Gaussa.

## Obliczanie rzędu macierzy
Obliczając rząd macierzy metodą Gaussa, należy za pomocą operacji elementarnych na wierszach sprowadzić macierz do macierzy schodkowej. Wtedy wszystkie niezerowe wiersze są liniowo niezależne i można łatwo odczytać rząd macierzy.

### Przykład
Przykładowo: macierz {\displaystyle A} poprzez dokonanie operacji elementarnych:
{\displaystyle A={\begin{bmatrix}1&-1&2&2\\2&-2&1&0\\-1&2&1&-2\\2&-1&4&0\end{bmatrix}}\sim }
odjęcia wielokrotności 1. wiersza od 2., 3. i 4. wiersza,
{\displaystyle \sim {\begin{bmatrix}1&-1&2&2\\0&0&-3&-4\\0&1&3&0\\0&1&0&-4\end{bmatrix}}\sim }
zamiany 2. i 3. wiersza,
{\displaystyle \sim {\begin{bmatrix}1&-1&2&2\\0&1&3&0\\0&0&-3&-4\\0&1&0&-4\end{bmatrix}}\sim }
odjęcia wiersza 2. od wiersza 4.
{\displaystyle \sim {\begin{bmatrix}1&-1&2&2\\0&1&3&0\\0&0&-3&-4\\0&0&-3&-4\end{bmatrix}}\sim }
odjęcia 3. wiersza od 4. wiersza
{\displaystyle \sim {\begin{bmatrix}1&-1&2&2\\0&1&3&0\\0&0&-3&-4\\0&0&0&0\end{bmatrix}}}
sprowadzono do macierzy schodkowej. Rząd tej macierzy łatwo odczytać, bowiem jest on równy liczbie jej „schodków”, czyli liczbie wierszy pomniejszonej o liczbę wierszy zerowych. W tym przypadku rząd macierzy {\displaystyle A} równy jest 3.

## Rozwiązywanie układów równań liniowych
Rozwiązując układ {\displaystyle m} równań liniowych z {\displaystyle n} niewiadomymi, należy za pomocą operacji elementarnych wyłącznie na wierszach (można zamieniać kolumny miejscami) sprowadzić macierz rozszerzoną układu równań liniowych do postaci schodkowej. Następnie należy rozstrzygnąć istnienie rozwiązań układu z pomocą twierdzenia Kroneckera-Capellego. Jeżeli układ nie jest sprzeczny, to zbiór rozwiązań układu wyjściowego jest równy zbiorowi rozwiązań układu reprezentowanego przez powstałą schodkową macierz rozszerzoną.

### Przykład
Układ wyjściowy:
{\displaystyle \left\{{\begin{matrix}x_{1}&-&x_{2}&+&2x_{3}&+&2x_{4}&=0\\2x_{1}&-&2x_{2}&+&x_{3}&&&=1\\-x_{1}&+&2x_{2}&+&x_{3}&-&2x_{4}&=1\\2x_{1}&-&x_{2}&+&4x_{3}&&&=2\end{matrix}}\right.}
Macierz rozszerzona tego układu:
{\displaystyle U=\left[\left.{\begin{matrix}1&-1&2&2\\2&-2&1&0\\-1&2&1&-2\\2&-1&4&0\end{matrix}}\right|{\begin{matrix}0\\1\\1\\2\end{matrix}}\right]}
Sprowadzając do postaci schodkowej (za pomocą operacji kolejno: odjęcia wielokrotności 1. wiersza od 2., 3. i 4. wiersza, zamienienia 2. i 3. wiersza, odjęcia 2. wiersza od 4. wiersza, odjęciu 3. wiersza od 4. wiersza):
{\displaystyle U\sim \left[\left.{\begin{matrix}1&-1&2&2\\0&0&-3&-4\\0&1&3&0\\0&1&0&-4\end{matrix}}\right|{\begin{matrix}0\\1\\1\\2\end{matrix}}\right]\sim \left[\left.{\begin{matrix}1&-1&2&2\\0&1&3&0\\0&0&-3&-4\\0&1&0&-4\end{matrix}}\right|{\begin{matrix}0\\1\\1\\2\end{matrix}}\right]\sim  \atop \sim \left[\left.{\begin{matrix}1&-1&2&2\\0&1&3&0\\0&0&-3&-4\\0&0&-3&-4\end{matrix}}\right|{\begin{matrix}0\\1\\1\\1\end{matrix}}\right]\sim \left[\left.{\begin{matrix}1&-1&2&2\\0&1&3&0\\0&0&-3&-4\\0&0&0&0\end{matrix}}\right|{\begin{matrix}0\\1\\1\\0\end{matrix}}\right]}
Rząd macierzy głównej
{\displaystyle {\begin{bmatrix}1&-1&2&2\\0&1&3&0\\0&0&-3&-4\\0&0&0&0\end{bmatrix}}}
jest równy 3, czyli równy rzędowi macierzy rozszerzonej
{\displaystyle \left[\left.{\begin{matrix}1&-1&2&2\\0&1&3&0\\0&0&-3&-4\\0&0&0&0\end{matrix}}\right|{\begin{matrix}0\\1\\1\\0\end{matrix}}\right]}
oraz mniejszy od liczby szukanych niewiadomych.
Z twierdzenia Kroneckera-Capellego wynika, że układ ma nieskończenie wiele rozwiązań zależnych od jednego parametru. Rozwiązujemy układ:
{\displaystyle {\begin{cases}x_{1}-x_{2}+2x_{3}+2x_{4}=0\\x_{2}+3x_{3}=1\\-3x_{3}-4x_{4}=1\end{cases}}}
Przyjmując parametr {\displaystyle t} za {\displaystyle x_{4}} i rozwiązując układ od dołu, uzyskujemy:
{\displaystyle {\begin{matrix}x_{4}=t\end{matrix}}}
{\displaystyle {\begin{matrix}x_{3}=-{\frac {1}{3}}\left(1+4x_{4}\right)=-{\frac {4}{3}}t-{\frac {1}{3}}\end{matrix}}}
{\displaystyle {\begin{matrix}x_{2}=1-3x_{3}=1+3\left({\frac {4}{3}}t+{\frac {1}{3}}\right)=4t+2\end{matrix}}}
{\displaystyle {\begin{matrix}x_{1}=x_{2}-2x_{3}-2x_{4}=4t+2-2\left(-{\frac {4}{3}}t-{\frac {1}{3}}\right)-2t={\frac {14}{3}}t+{\frac {8}{3}}\end{matrix}}}
Zatem rozwiązaniem układu są czwórki:
{\displaystyle \left({\frac {14}{3}}t+{\frac {8}{3}},\ 4t+2,\ -{\frac {4}{3}}t-{\frac {1}{3}},\ t\right),}
gdzie {\displaystyle t} jest dowolnym elementem z ciała, w którym szuka się rozwiązania (na przykład, {\displaystyle \mathbb {R} }).

## Obliczanie macierzy odwrotnej
Aby obliczyć macierz odwrotną macierzy nieosobliwej o stopniu {\displaystyle n} należy, za pomocą operacji elementarnych wyłącznie na wierszach, sprowadzić macierz blokową {\displaystyle \left[\left.A\right|I\right]} do postaci {\displaystyle \left[\left.I\right|B\right].} Powstała macierz {\displaystyle B} jest szukaną macierzą odwrotną do macierzy {\displaystyle A.} Symbolicznie można zapisać: {\displaystyle \left[\left.A\right|I\right]\sim \left[\left.I\right|A^{-1}\right]}

### Przykład
Wyjściowa macierz:
{\displaystyle A={\begin{bmatrix}7&4\\3&2\end{bmatrix}}}
Jej wyznacznik jest równy 2, czyli macierz odwrotna istnieje. Macierz blokowa {\displaystyle \left[\left.A\right|I\right]} ma postać:
{\displaystyle \left[\left.A\right|I\right]=\left[\left.{\begin{matrix}7&4\\3&2\end{matrix}}\right|{\begin{matrix}1&0\\0&1\end{matrix}}\right]}
Wykonując następujące operacje elementarne na wierszach:
(1) W2 – 3/7·W1   (od drugiego wiersza odjąć pomnożony przez 3/7 wiersz pierwszy),
(2) 1/7·W1   (pierwszy wiersz pomnożyć przez 1/7),
(3) 7/2·W2   (drugi wiersz pomnożyć przez 7/2),
(4) W1 – 4/7·W2   (od pierwszego wiersza odjąć pomnożony przez 4/7 wiersz drugi);
przedstawione poniżej:
{\displaystyle \sim \left[\left.{\begin{matrix}7&4\\3-{\frac {3}{7}}\cdot 7&2-{\frac {3}{7}}\cdot 4\end{matrix}}\right|{\begin{matrix}1&0\\0-{\frac {3}{7}}&1-{\frac {3}{7}}\cdot 0\end{matrix}}\right]=\left[\left.{\begin{matrix}7&4\\0&{\frac {2}{7}}\end{matrix}}\right|{\begin{matrix}1&0\\-{\frac {3}{7}}&1\end{matrix}}\right]\sim }
{\displaystyle \sim \left[\left.{\begin{matrix}1&{\frac {4}{7}}\\0&1\end{matrix}}\right|{\begin{matrix}{\frac {1}{7}}&0\\-{\frac {3}{2}}&{\frac {7}{2}}\end{matrix}}\right]\sim }   ← po operacjach (2) i (3)
{\displaystyle \sim \left[\left.{\begin{matrix}1-{\frac {4}{7}}\cdot 0&{\frac {4}{7}}-{\frac {4}{7}}\cdot 1\\0&1\end{matrix}}\right|{\begin{matrix}{\frac {1}{7}}+{\frac {4}{7}}\cdot {\frac {3}{2}}&0-{\frac {4}{7}}\cdot {\frac {7}{2}}\\-{\frac {3}{2}}&{\frac {7}{2}}\end{matrix}}\right]=\left[\left.{\begin{matrix}1&0\\0&1\end{matrix}}\right|{\begin{matrix}1&-2\\-{\frac {3}{2}}&{\frac {7}{2}}\end{matrix}}\right]=\left[\left.I\right|A^{-1}\right]}
lub w inny sposób (w 3. operacjach elementarnych):
(1) W1 – 2·W2   (od pierwszego wiersza odjąć pomnożony przez 2 wiersz drugi),
(2) W2 – 3·W1   (od drugiego wiersza odjąć pomnożony przez 3 wiersz pierwszy);
(3) 1/2·W2   (wiersz drugi pomnożyć przez 1/2);
otrzymujemy macierz:
{\displaystyle {\begin{bmatrix}1&-2\\-{\frac {3}{2}}&{\frac {7}{2}}\end{bmatrix}},}
która jest macierzą odwrotną do macierzy wyjściowej.